# Pisz (stacja kolejowa)
Pisz – stacja kolejowa w Piszu, w województwie warmińsko-mazurskim, w Polsce. 

## Ruch pasażerski
| Rok  | Wymiana pasażerska na dobę |
| ---- | -------------------------- |
| 2017 | 100-149                    |
| 2022 | 300-499                    |

3 kwietnia 2000 zawieszono ruch pociągów pasażerskich na odcinku Pisz – Ełk, a w lutym 2007 roku na odcinku Pisz – Szczytno. Dzięki staraniom samorządów lokalnych od stycznia 2008 roku wznowiono ruch pasażerski na odcinku Pisz-Szczytno, a 1 lipca 2010 roku na odcinku Pisz – Ełk. 12 marca 2018 roku rozpoczęto przebudowę stacji w ramach prac modernizacyjnych na linii kolejowej. 
Ruch pociągów na odcinku Szczytno – Pisz przywrócono 20 października 2019 roku.   

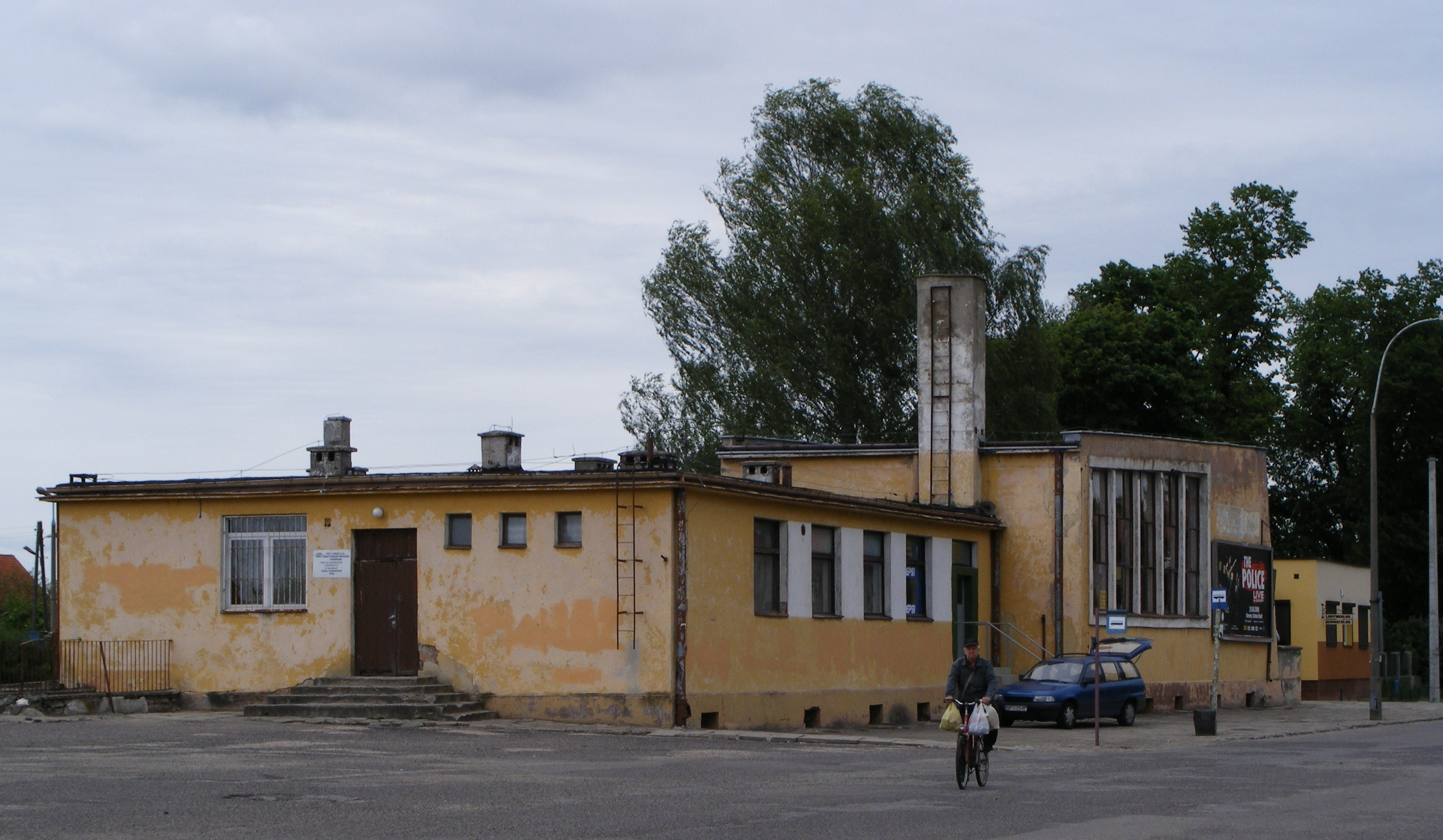
Dworzec
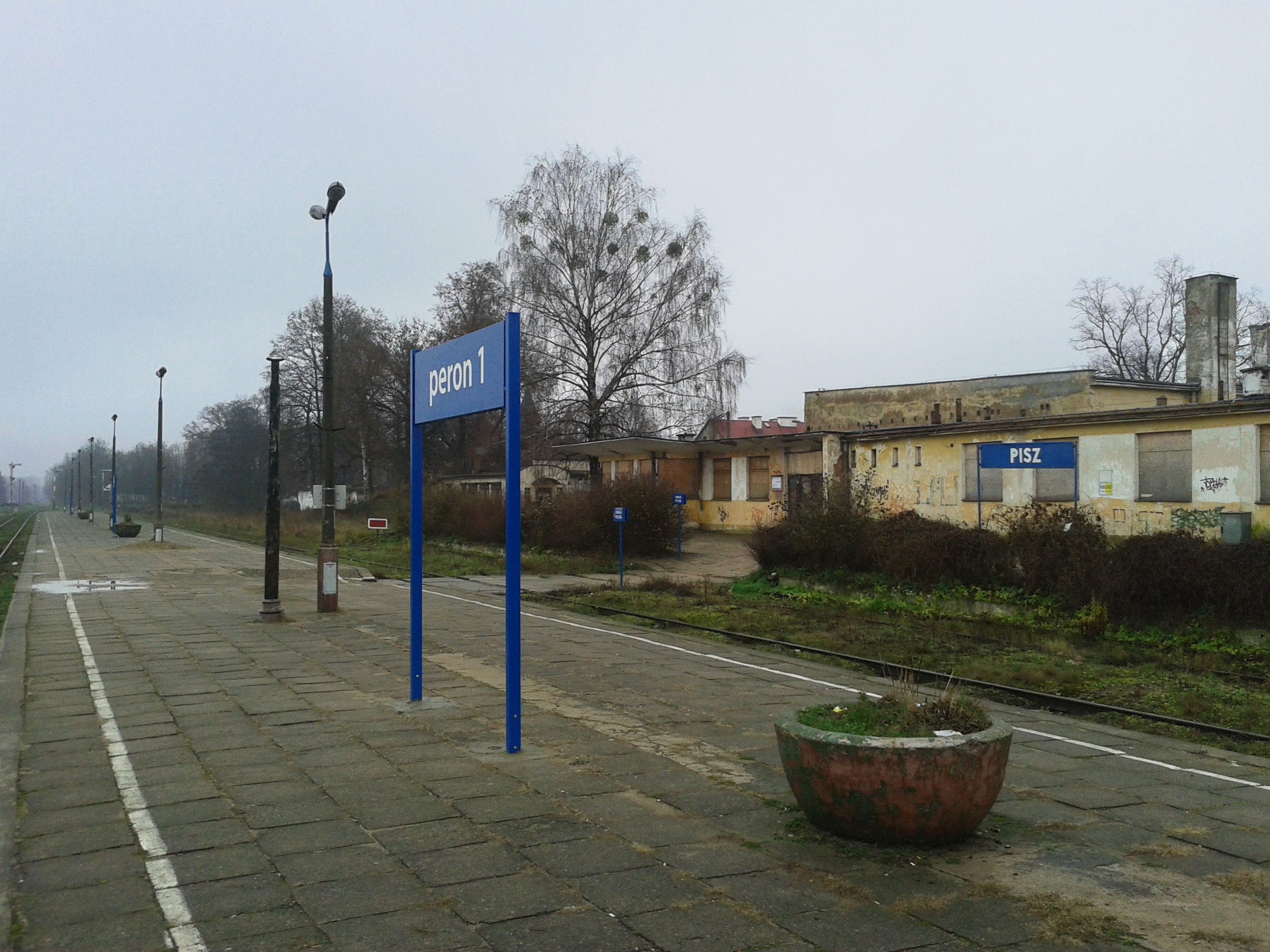
Peron
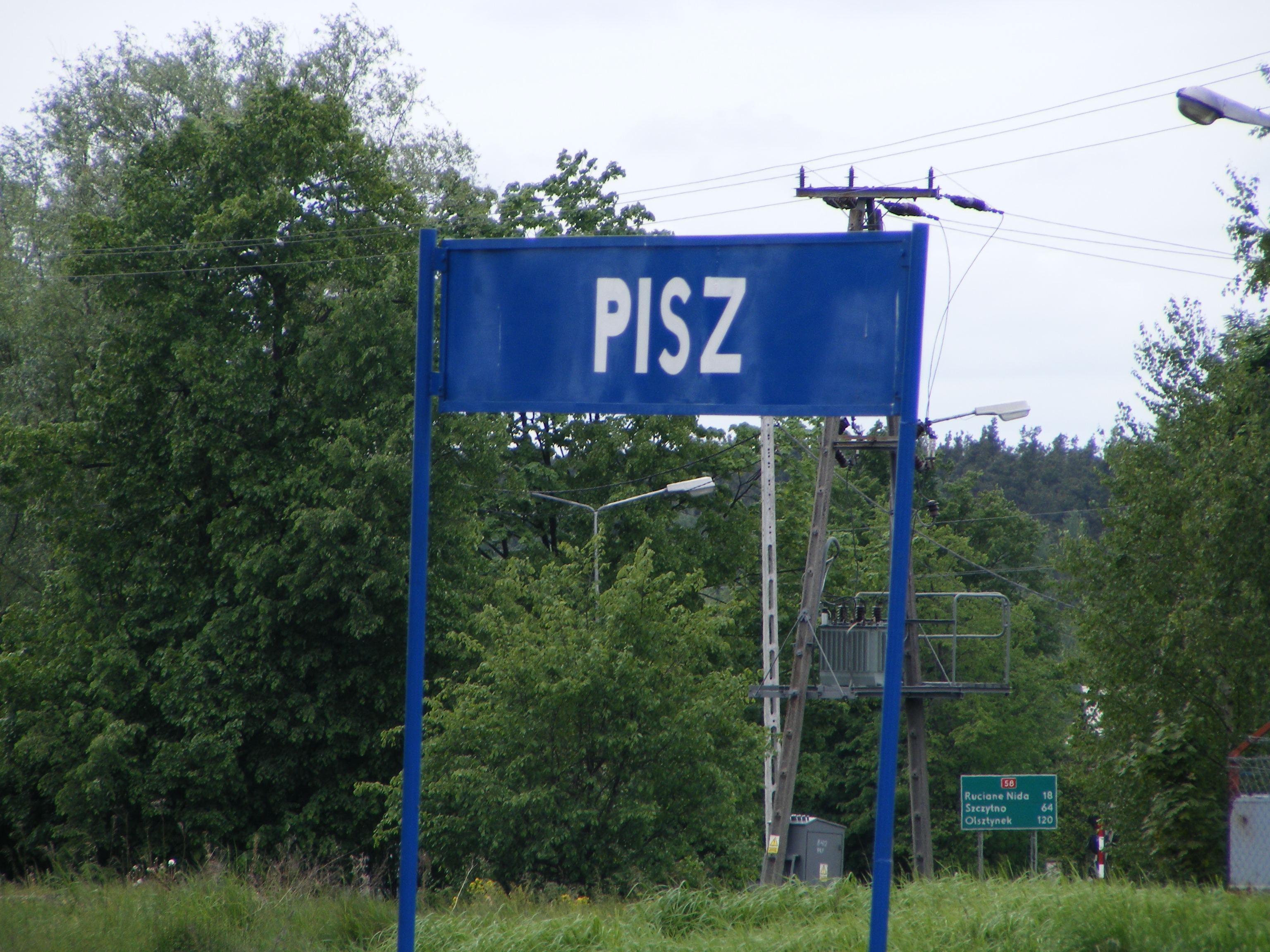
Tablica z nazwą stacji, starego wzoru.
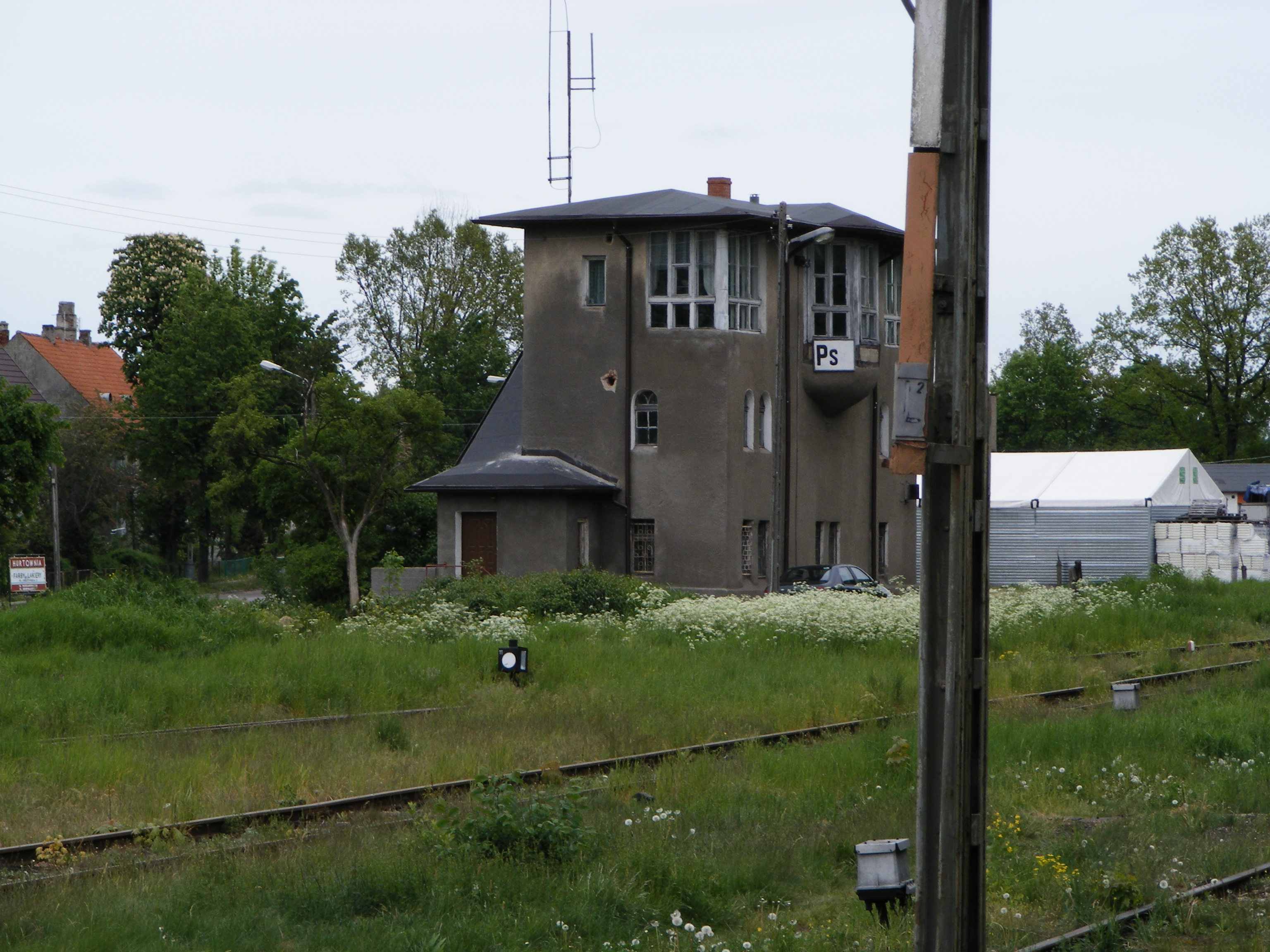
Nastawnia dysponująca "PS"
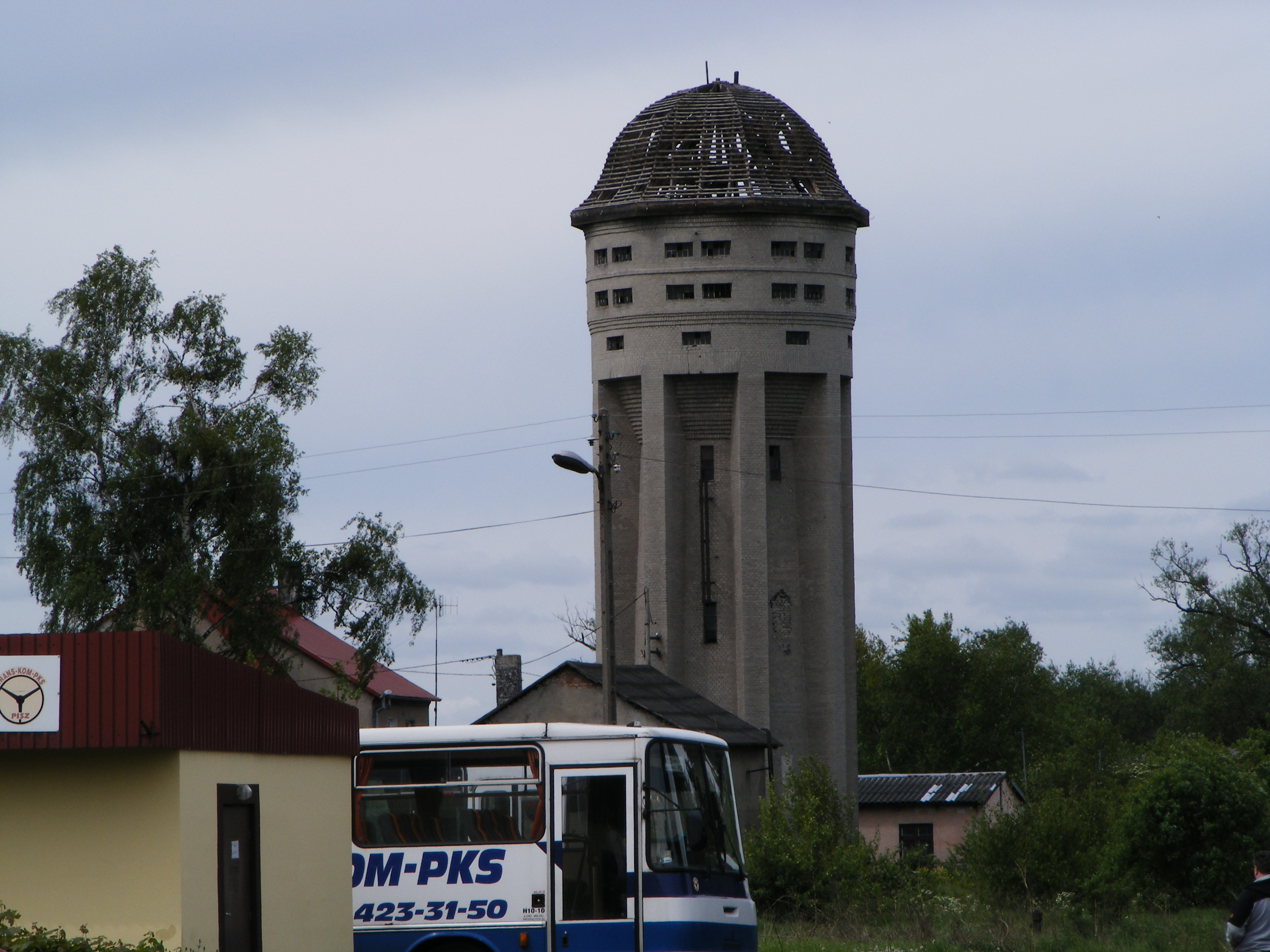
Wieża ciśnień
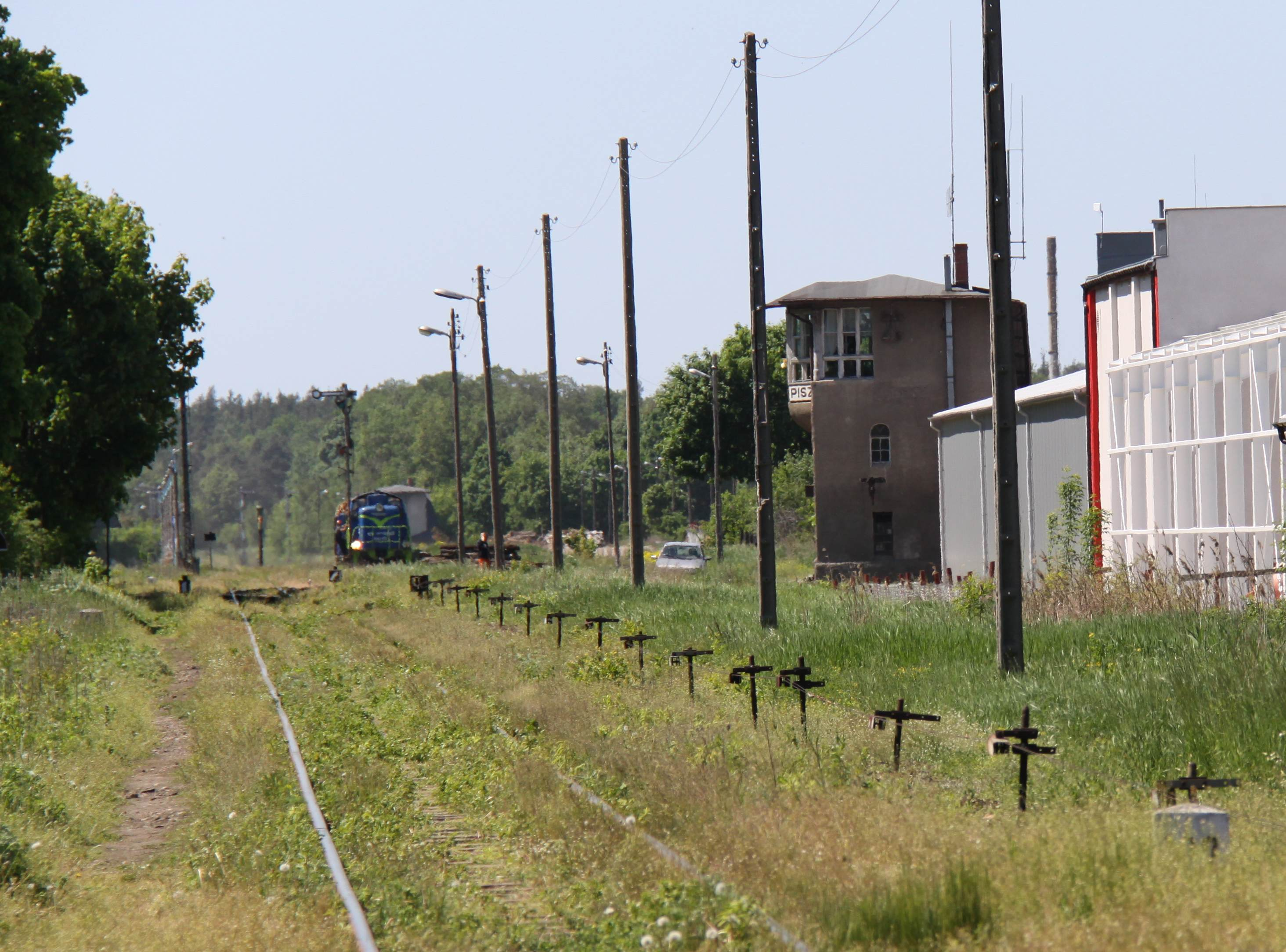
Widok od strony Ełku

## Połączenia
- Biała Piska
- Ełk, Ełk Szyba Zachód
- Olsztyn Główny
- Ruciane-Nida
- Szczytno